# Creoleon
Creoleon (лат.) — род сетчатокрылых насекомых из семейства муравьиных львов (Myrmeleontidae).

## Описание
Муравьиные львы обычно среднего размера. Окраска пронотума отличается светлой полной или исчезающей срединной полоской, разделяющей собой две тёмные продольные полоски; на краях пронотума также обычно имеются тёмные боковые полосы. Отмечается половой диморфизм по длине брюшка — у самок оно относительно короткое, а у самцов далеко выступает из-под сложенных крыльев. Крылья узкие ланцетовидные. Задние крылья часто являются длиннее передних. В жилковании крыльев CuА-развилки переднего и заднего крыльев с параллельными ветвями. Пресекторальное поле на заднем крыле имеет 1 поперечную жилку. Шпоры на голенях изогнуты под углом.

## Ареал
Африка, Европа, Западная и Центральная Азия.
В России обитает 1 вид — Creoleon plumbeus. Рядом с её границами на территории Казахстана распространены ещё 2 вида.

## Виды
Род включает до 60 видов.
- Creoleon aegyptiacus
- Creoleon afer
- Creoleon africanus
- Creoleon antennatus
- Creoleon arenosus
- Creoleon cecconinus
- Creoleon cervinus
- Creoleon chappuisi
- Creoleon cinerascens
- Creoleon cinnamomeus
- Creoleon confalonierii
- Creoleon corsicus
- Creoleon decussatus
- Creoleon desertus
- Creoleon diana
- Creoleon ducalis
- Creoleon elegans
- Creoleon falcatus
- Creoleon fulvinervis
- Creoleon giganteus
- Creoleon griseus
- Creoleon gularis
- Creoleon hiericontinus
- Creoleon interruptus
- Creoleon irene
- Creoleon languescens
- Creoleon limpidus
- Creoleon littoreus
- Creoleon loanguanus
- Creoleon lugdunensis
- Creoleon lupinus
- Creoleon luteipennis
- Creoleon mashunus
- Creoleon maurus
- Creoleon minanus
- Creoleon mortifer
- Creoleon neftanus
- Creoleon neurasthenicus
- Creoleon nigritarsis
- Creoleon nubifer
- Creoleon parallelus
- Creoleon parvulus
- Creoleon patrizianus
- Creoleon pauperatus
- Creoleon persicus
- Creoleon plumbeus
- Creoleon pretiosus
- Creoleon pullus
- Creoleon pusillus
- Creoleon remanei
- Creoleon somalicus
- Creoleon surcoufi
- Creoleon tarsalis
- Creoleon tenuatus
- Creoleon turbidus
- Creoleon ultimus
- Creoleon venosus